# Hiroyuki Abe
Hiroyuki Abe (阿部 浩之, Abe Hiroyuki) est un footballeur japonais né le 5 juillet 1989. Il évolue au poste de milieu droit.

## Biographie
Il participe à la Ligue des champions d'Asie avec les clubs du Gamba Osaka et du Kawasaki Frontale. Il atteint les demi-finales de cette compétition en 2015, en étant battu par le club chinois du Guangzhou Evergrande, futur vainqueur de la compétition. Le 22 avril 2015, il est l'auteur d'un doublé sur la pelouse du Guangzhou R&F.
En 2017, il participe avec l'équipe du Japon à la Coupe d'Asie de l'Est, organisée dans son pays natal. Lors de cette compétition, il joue trois matchs, avec pour bilan deux victoires et une défaite.

## Palmarès
- Gamba Osaka:
  - J1 League: Champion en 2014
  - J2 League: Champion en 2013
  - Coupe de la Ligue: Vainqueur en 2014
  - Coupe du Japon: Vainqueur en 2014 et 2015
  - Supercoupe du Japon: Vainqueur en 2015
- Kawasaki Frontale:
  - J1 League: Champion en 2017 et 2018
  - Coupe de la Ligue: Vainqueur en 2019
  - Supercoupe du Japon: Vainqueur en 2019
- Nagoya Grampus:
  - Coupe de la Ligue: Vainqueur en 2021[4],[5]